# Distrito de Kasungu
El distrito de Kasungu es uno de los veintisiete distritos de Malaui y uno de los nueve de la región Central. Cubre un área de 7.878 km² y alberga una población de 842 953 personas. La capital es Kasungu.
- Datos: Q868778
- Multimedia: Kasungu district / Q868778